# 秦侃滢
秦侃滢（1974年2月2日—），上海人，中国女子国际象棋棋手、前世界亚军。1992年获女子特级大师称号。

## 生平
秦侃滢于1988年、1991年、1995年、1999年、2004年五度获得全国国际象棋锦标赛女子冠军。在2000年国际象棋女子世界冠军赛决赛中，她以1½：2½不敌卫冕冠军谢军，获得亚军。
秦侃滢的丈夫是中国国际象棋特级大师彭小民，中国第六位国际象棋特级大师。